# 河村正人
河村 正人（こうむら まさと、1957年1月13日 - ）は、日本の国土交通官僚。住宅金融支援機構副理事長や、内閣官房内閣審議官兼国土強靭化推進室次長、内閣府地方創生推進事務局長を務めた。

## 人物・経歴
岐阜県本巣市出身。岐阜県立岐阜高等学校を経て、1979年東京大学法学部卒業、建設省入省。国土交通省大臣官房審議官（総合政策局担当）を経て、2011年住宅金融支援機構理事。2013年住宅金融支援機構副理事長。2015年内閣官房内閣審議官（内閣官房副長官補付）兼国土強靭化推進室次長。2017年内閣府地方創生推進事務局長。2018年退官、東急不動産顧問。2022年、2027年国際園芸博覧会協会事務総長。